# 'Ndrina Ierinò
Gli Ierinò o Jerinò sono una 'ndrina di Gioiosa Jonica dedita al narcotraffico.
Sono presenti anche nella zona di Ivrea, nel Salento, nella Borghesiana e a Pisticci in provincia di Matera. Sono alleati dei Mazzaferro dei Cataldo e dei Costa.

## Storia

### Sequestri
Nel giugno 1975 viene sequestrato l'imprenditore di Siderno Tobia Matarazzi, per volere di Giuseppe Ierinò. Il rapimento di Matarazzi fu il primo rapimento avvenuto nella Locride dopo l'assassinio del "boss dei due mondi", Antonio Macrì.
Con questo, si aprirà la cosiddetta stagione dei sequestri perpetrata da parte di molte 'ndrine come metodo per guadagnare soldi in maniera rapida.
Pepè Cataldo, capo carismatico dell'omonimo clan 'ndranghetistico locrese. Relativamente al sequestro Materazzi, allora si disse che aveva "comprato" il sequestrato dai gioiosani che per punirlo di non aver "pagato" il prezzo pattuito organizzarono un attentato presso la locale stazione Agip. Pepè Cataldo, grazie al suo eccezionale sangue freddo e alla disconoscenza dei luoghi da parte del commando, scampò all'agguato rifugiandosi nel bagno, cosa che gli consentiva di sfuggire alla tempesta di piombo che i sicari, sparando con lupara e mitra, scaricarono. Cataldo, cessata la tempesta di piombo, uscì e, dopo aver chiesto ai terrorizzati benzinai cosa fosse accaduto, si allontanava con la propria auto.
Tengono sotto sequestro per un mese Roberta Ghidini.
Vincenzo Mazzaferro avrebbe fatto da tramite con lo Stato per la contrattazione, ma non mantenendo le promesse fu ucciso dagli Jerinò il 14 gennaio 1993, senza, però, nessun cambio di rapporti per le due famiglie malavitose.
Vincenzo Roccisano, di Gioiosa Jonica, broker degli Jerinò, degli Aquino e dei Commisso. A causa di traffici di droga non andati a buon fine e di cui 4 carichi sequestrati che erano destinati alla cosca Pesce di Rosarno; Vincenzo Roccisano, temeva per la sua incolumità, si trasferiva a Toronto in Canada, sotto la protezione di esponenti delle famiglie Aquino-Coluccio e Commisso, da anni radicate in quel Paese e, successivamente, a New York, dove, su attivazione dell'Arma, in data 23 febbraio 2010 veniva tratto in arresto da personale della Dea, per violazione della legge sull'immigrazione.

### Faida dei boschi
Si ritiene che Giuseppe Ierinó abbia avuto un ruolo nella cosiddetta "faida dei boschi", faida avvenuta a cavallo di 3 province tra i boschi delle serre calabresi tra Serra San Bruno, Stilo, Monasterace e Guardavalle, per il controllo del settore del legname.

## Capibastone
- Francesco Ierinó, detto Cicciu Manigghja, patriarca ed ex capobastone. Ha ospitato Michele Navarra per un periodo della sua latitanza.
- Giuseppe Ierinó, figlio di Francesco, ex capobastone arrestato il 4 aprile del 1995 dopo 13 anni di latitanza nella cattura è stato ferito: "Non pensavo che i carabinieri fossero così bravi - dice Jerino' - potevano uccidermi, ma non l'hanno fatto". Il boss disteso sul lettino del Pronto Soccorso dell'ospedale di Siderno scherza e si concede volentieri alle domande del cronista. "Volevo costituirmi cinque anni fa, poi la morte di mio padre e altre vicissitudini familiari me l'hanno impedito". È il fratello di Vittorio, il bandito che ha sequestrato Roberta Ghidini, la giovane di Brescia liberata dopo un mese di prigionia. "Mio fratello ci ha rovinati a tutti - dice Giuseppe Jerino - è un malato ha voluto fare il sequestro con la banda Brancaleone... è un pazzo. Per colpa sua ci hanno confiscato tutti i beni di famiglia". Il 14 luglio 2011 nell'operazione Crimine 3 rivede il carcere. Il 18 settembre 2014 con l'operazione Ulivo 99 rivede il carcere. Era lui, secondo la Direzione distrettuale antimafia, il vertice dell’organizzazione, il finanziatore capace di fare arrivare dal Sud America grossi quantitativi di cocaina. La droga viaggiava lungo l’asse Bolivia-Paesi Bassi-Romania-Santhià, in provincia di Vercelli-Gioiosa Ionica. Il blitz, al quale hanno partecipato oltre 150 carabinieri, è scattato a Gioiosa Ionica ed in alcuni centri. Nella rete della Dda sono finiti anche i complici di Jerinò[5][6].
- Antonio Jerinò, figlio di Francesco, arrestato per il sequestro Materazzi assieme al fratello Giuseppe.
- Vittorio Jerinò, figlio di Francesco, viene arrestato nel 1991 per il sequestro di Roberta Ghidini[7], poi a causa di un permesso non rientra in carcere e si dà alla latitanza e viene arrestato il 1º novembre 2002 davanti alla tomba del padre, dopo cinque mesi di latitanza, insieme alla sorella Maria. Il 10 ottobre 2014 dopo una latitanza di quasi tre mesi viene arrestato[8][9][10][11]. Con le indagini per la cattura, durante la latitanza, di Vittorio Jerinò, viene alla luce un'altra indagine denominata Shopping center e tra gli arrestati il figlio di Vittorio, Giuseppe con la moglie ed altri esponenti. Successivamente il sequestro dei beni[12][13].
- Roberto Jerinò, figlio di Francesco, il 14 luglio 2011 viene arrestato nell'operazione Crimine 3.
- Domenico Jerinò, figlio di Francesco, viene arrestato per un traffico internazionale di droga denominato operazione Carmen.
- Maria Jerinò, figlia di Francesco, viene arrestata il 1º novembre 2002 davanti alla tomba del padre insieme al fratello Vittorio latitante, per detenzione di arma clandestina in concorso (e non per favoreggiamento, in quanto parente del latitante); viene condannata per rapine, estorsioni insieme al fratello Vittorio e altri affiliati nell'operazione Manigghja 3. Dopo l'appello e la conferma della condanna oltrepassa i cancelli del carcere nel novembre del 2010.
- Giorgio Jerinò, figlio di Francesco, arrestato più volte e il 24 giugno 2010 dai carabinieri di Milano in quanto al momento del fermo da parte dei militari, ha conseguito dei documenti falsi ed era in possesso di una ingente somma di denaro, ben 325.000 euro.
- Carlo Jerinò, figlio di Francesco, arrestato più volte e rilasciato.

## Fatti recenti
- Il 14 luglio 2011 vengono arrestate oltre 40 persone nell'ambito dell'operazione internazionale dei carabinieri Crimine 3. Le persone sono accusate di traffico di droga internazionale e associazione mafiosa e sono state arrestate per lo più in Italia, alcune in Spagna, Paesi Bassi e negli Stati Uniti. Il traffico veniva gestito insieme al Cartello del Golfo e ai cartelli colombiani, per la 'ndrangheta c'erano presunti affiliati agli Jerinò, Commisso, Coluccio, Aquino e Pesce[14][15][16].

- Il 10 marzo 2016 si conclude l'operazione Tipographic che porta all'arresto di 36 persone presunte affiliate agli Ursino-Macrì e Jerinò di Gioiosa Jonica, ai Rumbo-Galea-Figliomeni di Siderno, ai Bruzzese di Grotteria, e ai Mazzaferro di Marina di Gioiosa Jonica e accusati di estorsione, usura e associazione mafiosa[17][18].